# Malsburg-Marzell
Malsburg-Marzell è un comune tedesco di 1 533 abitanti, situato nel land del Baden-Württemberg.